# 이노우에 겐지 (소설가)
이노우에 겐지(일본어: 井上 堅二, いのうえ けんじ, 1980년~)는 일본의 라이트 노벨 작가이다. 대표작은 바보와 시험과 소환수다. 주위에는 자신이 글을 쓴다는 사실을 숨기고 있다.

## 작품
- 바보와 시험과 소환수
- 그랑블루